# Thelidiopsis lapponica
Thelidiopsis lapponica är en svampart som tillhör divisionen sporsäcksvampar, och som beskrevs av Miroslav Servít. Thelidiopsis lapponica ingår i släktet Thelidiopsis, och familjen Verrucariaceae. Arten är reproducerande i Sverige.